# Zdeněk z Labouně
Zdeněk z Labouně (auch Zdenko de Labun) war ein tschechischer Gelehrter, Kaplan, Dekan und Propst.

## Leben
1393 legte er an der Karls-Universität die Prüfung als Bachelor ab und einige Jahre später als Meister der Freien Künste. Er wurde zum Dekan des Kapitels Allerheiligen an der Prager Burg berufen und 1409 zum Rektor der Prager Universität. 1411 legte er eine weitere Bachelor-Prüfung der Medizin ab. Auf Wunsch von Jan Hus wurde sein Anhänger Zdeněk z Labouně im Januar 1410 auf Anweisung des Stadtrats inhaftiert und gefoltert. Am 22. Januar 1410 wurde er aus dem Amt des Rektors entlassen. Sein Nachfolger wurde Jan Hus.

## Person
Neben seiner theologischen Ausbildung war er auch als Astronom anerkannt.

## Werke
Zdeněk z Laboune schrieb mehrere Questen, die neben theologischen auch astronomische Themen beinhalteten:
- Utrum in acutis egritudinibus dierum indicativorum et creticorum indicia ab oppositis signorum celestium aspectibus sunt sumenda
- Utrum omnes actus animales ac humani prima principia effectiva naturalia sumant ex motibus astrorum, revolucionum, coniunccionum, aspectu atque locis ipsorum

## Bibliographie
- Magistri Iohannis Hus Quodlibet, ed. B. Ryba, 1948
- J. Tříška: Literární činnost, 1967
- J. Kejř: Kvodlibetní disputace, 1971
- F. Šmahel: Verzeichnis, 1980
- J. Tříška: Životopisný slovník, 1981
- Dějiny Univerzity Karlovy I, 1995

| Personendaten    | Personendaten                                     |
| ---------------- | ------------------------------------------------- |
| NAME             | Labouně, Zdeněk z                                 |
| ALTERNATIVNAMEN  | Zdenek z Laboune, Zdenko de Labun                 |
| KURZBESCHREIBUNG | tschechischer Gelehrter, Kaplan, Dekan und Propst |
| GEBURTSDATUM     | vor 1393                                          |
| STERBEDATUM      | nach 1411                                         |